# Montmartre (dokumentarfilm)
|  | Denne artikel er oprettet af botten Steenthbot ud fra en ekstern database. Den kan derfor have sproglige fejl eller mangler. Denne skabelon kan fjernes efter kontrol af indholdet. |

 For alternative betydninger, se Montmartre (flertydig). (Se også artikler, som begynder med Montmartre)
Montmartre er en dansk dokumentarfilm fra 2011 instrueret af Frederik With-Seidelin Skov.

## Handling
"Montmartre" er en hyldest til et af Københavns legendariske spillesteder - Jazzhus Montmartre. Stedets historier bliver fortalt af Rune Bech, nuværende direktør for Montmartre, og de to musikere Bo Stief og Alex Riel. De fortæller om Montmartres storhedstid i 60'erne og 70'erne og om alle de amerikanske jazz-koryfæer, som spillede dengang: Dexter Gordon, Ben Webster og Bud Powell.
Hvad er det for en fremtid, der tegner sig for det nyligt genåbnede Montmartre i en tid, hvor jazz er gået fra mainstream til kult, og hvor en jazzklub må kæmpe hårdt for at overleve. Filmens lydside er musik fra en koncert i det nye Montmartre med Phil Markowitz Trio.